# Elecciones al Parlamento Europeo de 2019 (Finlandia)
Las elecciones al Parlamento Europeo de 2019 en Finlandia tuvieron lugar el 26 de mayo de 2019 con el objetivo de elegir a la delegación de Finlandia al Parlamento Europeo, compuesta por 13 eurodiputados. No obstante, esta cifra se elevará a 14 tras concretarse el Brexit.
El comité de trabajo, compuesto por los secretarios de todos los partidos parlamentarios, sugirió en mayo de 2017 que las elecciones parlamentarias finlandesas, programadas para abril de 2019, se organizaran simultáneamente con las elecciones al Parlamento Europeo. La sugerencia estaba bajo consideración del Ministro de Justicia Antti Häkkänen, pero no vio suficiente apoyo parlamentario para aprobarla  En última instancia, las elecciones parlamentarias finlandesas de 2019 se llevaron a cabo el 14 de abril de 2019.
Finlandia utiliza en las elecciones europeas un sistema de representación proporcional con segunda vuelta instantánea a nivel nacional. Los partidos presentan listas abiertas. Durante el recuento, los votos recibidos por cada candidato se cuentan primero para el partido y en segundo lugar para los candidatos. La distribución de escaños se realiza de acuerdo con el método D'Hondt y los candidatos se seleccionan según su rango de popularidad (votos recibidos individualmente) dentro de las listas que participan en la distribución escaños.

## Resultados
| Lista | Lista                                | Líder                | Grupo      | Votos     | %     | Escaños |
| ----- | ------------------------------------ | -------------------- | ---------- | --------- | ----- | ------- |
|       | Partido Coalición Nacional           | Petteri Orpo         | PPE        | 380.460   | 20,79 | 3       |
|       | Liga Verde                           | Pekka Haavisto       | Verdes/ALE | 292.892   | 16,00 | 2       |
|       | Partido Socialdemócrata de Finlandia | Antti Rinne          | S&D        | 267.603   | 14,62 | 2       |
|       | Partido de los Finlandeses           | Jussi Halla-aho      | ID         | 253.176   | 13,83 | 2       |
|       | Partido del Centro                   | Katri Kulmuni        | ALDE       | 247.477   | 13,52 | 2       |
|       | Alianza de la Izquierda              | Li Andersson         | GUE/NGL    | 126.063   | 6,89  | 1       |
|       | Partido Popular Sueco                | Anna-Maja Henriksson | ALDE       | 115.962   | 6,34  | 1       |
|       | Demócrata Cristianos                 | Sari Essayah         | PPE        | 89.204    | 4,87  | -       |
|       | Movimiento Siete Estrellas           | Paavo Väyrynen       | -          | 16.065    | 0,88  | -       |
|       | Partido Pirata                       | Riikka Nieminen      | -          | 12.579    | 0,69  | -       |
|       | Reforma Azul                         | Kari Kulmala         | ECR        | 6.043     | 0,33  | -       |
|       | Otros partidos                       | Otros partidos       | -          | 22.521    | 1,23  | -       |
| Total | Total                                | Total                | Total      | 1.830.045 | 100   | 13      |